# Chester (Pensylwania)
Chester – miasto w Stanach Zjednoczonych, w stanie Pensylwania, nad rzeką Delaware, w zespole miejskim Filadelfii.
Liczba mieszkańców: 37 tys. (2010)
Przemysł stoczniowy, metalowy, chemiczny oraz papierniczy.